# David Iornos
David Iornos (nasceu?) é um ex-ciclista nicaraguense. Ele representou sua nação em dois eventos durante os Jogos Olímpicos de Verão de 1976.